# Seveso
Seveso (AFI: [ˈsɛːvezo], Seves in dialetto brianzolo, AFI: [ˈseːves]) è un comune italiano di 24 003 abitanti della provincia di Monza e della Brianza in Lombardia.

## Geografia fisica
Il Comune di Seveso è situato circa 21 km a nord di Milano, 18 km a sud di Como, 12 km a nord-ovest di Monza, nella bassa Brianza. Il Comune di Seveso confina a nord e ad nord ovest con il Comune di Barlassina, a nord est con il Comune di Meda, a est con il Comune di Seregno e a sud con quello di Cesano Maderno e a ovest con il Comune di Cogliate.

### Geologia e geomorfologia
Il territorio comunale si basa su quattro terrazzi pianeggianti e subpianeggianti. Partendo da est, si trova il livello fondamentale della pianura assimilata alla piana fluvioglaciale della glaciazione würm. Su questo terrazzo sorgono il quartiere Meredo, verso Meda e la frazione di Baruccana, verso il quartiere Molinello di Cesano. Continuando verso il centro con un orlo di terrazzo di 5–10 m, troviamo l'alluvione attuale dei fiumi Seveso e Certesa. Qui sono siti il centro città e a nord la frazione di San Pietro. Nella zona nord-orientale lungo la strada comasina verso Barlassina è presente un terrazzo intermedio della glaciazione Riss separato dall'alluvione attuale con un orlo di 10–15 m. Infine nella zona occidentale del comune si trova il terrazzo più alto d'origine più antica (della glaciazione Mindel) rialzato con una scarpata di 25–30 m al contatto con l'alluvione post-glaciale, al confine con Cesano Maderno, mentre di 10–15 m al contatto con la piana fluvioglaciale rissiana al confine con Barlassina. Sempre di natura fluvioglaciale è molto più ondulato per via dell'erosione fluviale dei torrenti di villa Dho, Comasinella e Garbogera.
L'altitudine di Seveso varia dai 208 m s.l.m. ai 220 m nella porzione orientale (221 m tenendo conto della collina della vasca ICMESA), dai 203 m s.l.m. ai 215 m nella porzione centrale della piana attuale, dai 215 m ai 225 m nella piana intermedia e dai 217 m ai 239 m s.l.m. sull'altopiano. Sommariamente quindi, dai 203 m ai 239 m.

### Idrografia
Seveso è attraversata da tre corsi d'acqua principali: l'omonimo fiume Seveso, Certesa e Garbogera. Il Certesa che nascendo da Montorfano come "Terrò" scende per Cantù, Mariano Comense, Cabiate e Meda, sfociando nel Seveso a Cesano Maderno, raccogliendo le acque di numerosi altri torrenti provenienti dall'altopiano di Meda. Essa lambisce alla sua sinistra il Bosco delle querce. Il fiume Seveso nasce a Cavallasca e attraversa da nord a sud il territorio comunale. Passa dal centro della città e della porzione meridionale alla sua destra raggiunge la statale dei Giovi, appena a fianco della scarpata dell'altopiano. Il torrente Garbogera, la cui sorgente è a Lentate, scorre all'estremo ovest del comune. Ha un andamento sempre nord-sud e scavando nella sua piccola valle, interrompe l'altopiano ondulandolo di pochi metri verso l'alveo.
Un altro torrente importante è la Comasinella. Nato sempre a Lentate, raccoglie le acque di numerose altre rogge, tra cui quella di villa Dho con foce a Cesano Maderno. Passa per il centro del quartiere Altopiano, dividendolo a metà. Entrambi i torrenti Comasinella e di Villa Dho rendono l'altopiano meno pianeggiante creando dei dossi ben visibili.

## Storia
I primi insediamenti nei luoghi dell'attuale città di Seveso risalgono all'epoca Gallo-Romana. Le origini del nome sono legate all'omonimo torrente, e sono ad oggi ignote. La denominazione “Seveso” ha origine celtica, e potrebbe indicare (nel caso del centro abitato) la sua collocazione fra due corsi d’acqua.
Durante la demolizione dell'antico campanile a torre avvenuta nel 1895 furono infatti ritrovate cinque are testimonianti la presenza di insediamenti militari romani già nel terzo secolo a.C. Fin dalla sua costruzione l'odierna Statale dei Giovi era intervallata da stazioni di sosta, e la presenza a Seveso di una di queste stazioni ha consentito all'insediamento di essere abitato ininterrottamente. Con il crollo dell’Impero Romano in Occidente molti abitanti della penisola cercarono rifugio e protezione in aree rurali, abbandonando le città: Mediolanum non fece eccezione, ed è probabile che anche Seveso abbia avuto un seppur minimo incremento demografico.
La prima documentazione scritta su Seveso risale invece all'anno 996: in un documento conservato presso l'Archivio Antona Traversi di Meda e datato 10 dicembre 996 si parla di "Ecclesia sita in Seuse". Sempre al X secolo risalgono le prime documentazioni riguardo alla Pieve di Seveso, e un primo abbozzo di censimento della popolazione: entro l'XI secolo, Seveso contava circa 150 abitanti.
Nel 1252 due sicari della setta dei Catari uccisero con un falcastro l'inquisitore domenicano Pietro da Verona, il quale stava combattendo l'eresia dei Catari allora dilagante in Lombardia. Uno degli assassini si convertirà e prenderà successivamente i voti.
Pietro venne santificato da Papa Innocenzo IV nel 1253 con il nome di San Pietro martire da Verona e sul sito della sua uccisione venne edificata una chiesa a lui dedicata. Tuttavia il corpo venne traslato nella Chiesa di Sant'Eustorgio di Milano e oggi è conservato in una splendida arca posta nella Cappella Portinari. A Seveso, nella cripta della Chiesa del Seminario, è invece conservato il coltello che uccise il Santo. L'attuale santuario fu costruito nel 1627 per volontà della famiglia Arese. Il paese fu colpito da due ondate di peste, una nel 1524 e una nel 1576.
Nel 1869, a seguito del riordino amministrativo conseguente all'Unità d'Italia, ripetendo un medesimo atto dell'età napoleonica, al comune di Seveso venne accorpato quello di Barlassina, decisione invisa ad entrambe le popolazioni. Così nel 1901 con Regio Decreto Barlassina sarà ricostituito in comune autonomo.
Negli anni '30 dell'800 fra Seveso e Lentate furono effettuati degli studi riguardo alla costruzione di una ferrovia che collegasse Milano con Monza. Dopo il successo di questa ferrovia si progettò di affiancare la Statale dei Giovi con una ferrovia che, partita da fuori Milano presso Porta Volta, raggiungesse Como; il capoluogo lariano fu raggiunto nel 1875, ma lungo la direttrice per Monza. A Seveso la ferrovia fu aperta nel settembre 1879: a quell’epoca il comune risultava diviso in vari agglomerati, di cui l’odierno quartiere San Pietro Martire risultava il più vicino alla stazione; la stazione di Seveso prese pertanto il nome “San Pietro Martire”, mantenuto fino al XX secolo.
Il 10 luglio 1976 l'area di Seveso e di alcuni comuni vicini fu contaminata da una nube tossica contenente elevate quantità di diossina sprigionatasi in seguito ad un incidente verificatosi nel confinante comune di Meda, ma in prossimità dell'abitato di Seveso, presso gli impianti chimici della società elvetica ICMESA, appartenente al gruppo Givaudan-La Roche. Una parte consistente degli abitanti dell'area fu evacuata, pari al 10% dell'intera popolazione comunale. Le avvisaglie del disastro erano state avvertite dai cittadini negli anni precedenti, quali morte di piccoli animali domestici come galline e gatti senza che ci fosse alcun intervento. Per questo incidente il nome di Seveso è legato alla direttiva europea 96/82/CE, che impone il censimento di tutti i siti industriali ad alto rischio.
Con D.P.R del 18 giugno 2003 al Comune di Seveso viene conferito il titolo di Città. Nel 2009 è passato dalla Provincia di Milano alla Provincia di Monza e Brianza.

### Simboli
Lo stemma del Comune, iscritto nel libro Araldico degli enti morali e riconosciuto dal regio decreto del 9 dicembre 1937, riporta la seguente blasonatura:
Il castello probabilmente testimonia un'antica fortezza un tempo esistente sul territorio; la figura di san Pietro è tratta da un antico stemma relativo alla "Comunità di Seveso" riprodotto a pagina 325 del volume I dello Stemmario Cremosano; la banda ondata d'argento allude al fiume Seveso, è stata ripresa dall'emblema della comunità, riprodotto nel Codice Araldico istituito da Maria Teresa nella seconda metà del Settecento e conservato nell'Archivio di Stato di Milano; l'ara romana sormontata da una fiamma ricorda le cinque are romane rinvenute a Seveso durante gli scavi di ampliamento della chiesa prepositurale, esattamente sotto il vecchio campanile, abbattuto nel 1895.
Il gonfalone è un drappo di rosso.

## Monumenti e luoghi d'interesse

### Architetture religiose
Santuario di San Pietro Martire
Venne eretta come chiesa nel XIV secolo accanto alla casa che ospitava la comunità del secondo ordine degli Umiliati (laici che emettevano i voti religiosi). Passò poi ai Domenicani (ordine a cui apparteneva San Pietro da Verona); nel 1662 fu ristrutturato e la casa ampliata e trasformata in convento. Sequestrata dai francesi durante la rivoluzione e dopo questa restituita alla Chiesa, passo all'arcidiocesi di Milano. A seguito dell'Anno Santo della Misericordia del 2015, il Santuario viene elevato a chiesa giubilare.
Chiesa Prepositurale dei santi Gervaso e Protaso
La Parrocchia Prepositurale Plebana dei SS. Gervaso e Protaso è una tra le più antiche comunità Cristiane della Diocesi Ambrosiana. Si può assai ragionevolmente collocarne le origini nel V secolo. Tra l'VIII e il IX secolo la Parrocchia dei SS. Protaso e Gervaso divenne capo della Pieve di Seveso. Seveso era ancora capo-pieve nel XVI e XVII secolo. Le pievi e le loro funzioni oggi sono confluite negli attuali decanati.
L'antica chiesa resistette per alcuni secoli finché nel 1515 il Prevosto Baldi la ricostruì dalle fondamenta e così durò sino a quando nel 1845 il Prevosto Rimoldi vi aggiunse le due navate laterali. Nel 1895 si allungò la chiesa verso il Fiume Seveso, con il Prevosto Sirtori, si abbatté il vecchio campanile e si costruì l'attuale. La chiesa fu poi consacrata dal Beato Cardinal Andrea Ferrari, Arcivescovo di Milano il 18 agosto 1923.
Le più importanti realizzazioni successive, in tempi a noi recenti, furono l'oratorio femminile (attuale cappella dell'Immacolata), l'oratorio maschile per iniziativa del Prevosto Mons. Cav. Corradi, la casa del coadiutore (Prevosto Mons. Cereda), il Centro parrocchiale e il rinnovo liturgico dell'arredo interno della chiesa (Prevosto Mons. Castiglioni), l'ammodernamento della Canonica (Prevosto Mons. Piatti), il rifacimento dell'impianto acustico e la messa in opera di impianto video da parte del Prevosto Pirotta.
Altri edifici religiosi
- Oratorio Nazaro e Celso
- Chiesa di San Carlo Borromeo
- Chiesa della Beata Vergine Immacolata
- Chiesa di San Clemente (situata all'interno dell'oratorio)
- Oratorio Paolo VI

### Architetture civili
Villa PeruvianaFatta erigere dal Console Generale del Perù a Milano, Generoso Galimberti nato a Seveso il 5 marzo 1846, è disposta su due piani con pianta a blocco, torretta belvedere con in cima un ampio porticato e terrazzo sostenuto da eleganti colonne. È in stile liberty, la facciata è di colore rosso argilla invecchiata, spaziosa nella sua entrata a modo coloniale per richiamare la struttura delle ville d'oltre mare. All'interno è decorata con pitture e affreschi dell'epoca. Nel suo giardino sono presenti piante di notevole pregio, un campo da tennis in terra rossa e un padiglione prefabbricato in legno che fu esposto alla Fiera Campionaria di Milano del 1918, era presente anche una serra e altre strutture a servizio della villa (rustici agricoli, casino per la caccia). Tra il 2005 e il 2008 gli eredi di Generoso Galimberti (famiglia Bizzozero) hanno deciso di iniziare una ristrutturazione della villa.:
Villa DhoConosciuta fin dal 1837 come Villa La Petitosa, nel 1870 venne acquistata dal generale Luca Dho (militare garibaldino che combatté le guerre di indipendenza). La struttura è tipica delle ville padronali di inizio XIX secolo, disposta su due piani delimitati da semplici modanature marcapiano e scanditi da regolari finestre rettangolari, sul fronte principale è presente un caratteristico timpano centrale. Sul lato sud-ovest della villa esiste una campanella con supporto in mattoni con la scritta "LAUDATE DOMINO IN SONO". All'interno ci sono diverse sale, alcune cassonettate. Il giardino è ricco di specie arboree: castagni, cipressi, cedri, abeti, tuie, magnolie, faggi, roveri, pini; vi è anche un orto e un frutteto coltivato con vigne. Verso la fine dell'Ottocento nel giardino antistante alla villa venne costruito un pozzo profondo circa sessanta metri decorato con colonnine e da una copertura in lamiera. Nel 1943, a seguito dell'armistizio le SS occuparono la villa, trasformandola in un centro di comando dei comuni circostanti. Il nipote del generale, l'avvocato Gianluca Dho (che fu sindaco di Seveso nel dopoguerra) desiderò donare dopo la sua morte al Comune la villa e il suo parco che dal 5 ottobre 1985 sono parte del patrimonio dell'ente. Il Decreto Ministeriale del 18 aprile 1973, ha vincolato ai sensi della legge 1089/1939 l'immobile, i suoi giardini e gli edifici rustici annessi.
Villa GuglielminaNota anche come Villa Zeuner, è sita sul viale che dalla stazione FNM va verso la contrada di San Pietro Martire e nelle vicinanze dello stabilimento Schwarzenbach. Venne costruita a fine '800 da Roberto Zeuner e dedicata alla moglie Guglielmina. Progettata da architetti svizzeri con modanature e linee in stile chalet tipico dei borghi elvetici, dal tetto spiovente in ardesia. Sul lato destro è presente un colonnato che sostiene un terrazzo, sul tetto si aprono dei loggioni a veranda. Il giardino ha un tappeto erboso inglese, con diversi fiori e maestosi platani. Negli anni trenta, il fotografo sevesino Candido Perego girò un cortometraggio raccontando una favola per bambini, interpretata dalle scolaresche del luogo e bambini dell'asilo. Venne anche premiato alla mostra del cinema.
Villa BiancaSulla strada statale dei Giovi, posta a sentinella sulla strada che porta al palazzo Comunale (viale Vittorio Veneto), si erge con le sue linee architettoniche razionaliste. Venne progettata dall'architetto Giuseppe Terragni per il fratello Angelo, ingegnere operante nel settore edile, nel 1936. Possiede linee moderne, muri bianchi in grado di ricevere nelle sue ampie vetrate il riflesso dei raggi del sole. Una delle caratteristiche principali della villa, consiste nel concepire le strutture a grandi masse steccate o adiacenti in gioco armonico fra loro collegate da piani sottili. L'armonia deriva dall'uso magistrale delle forme ad angolo retto. All'interno del giardino sono presenti piante ad alto fusto ed altre esotiche importate dal Giappone.
Negli anni sessanta del novecento a fianco della villa venne costruito il Palazzo delle Esposizioni dei Mobili voluto dalla Associazione locale degli artigiani operanti nel settore dell'arredamento.
Ad oggi la Villa è di un privato e ne ha consentito l'accesso in occasione dell'evento di Ville Aperte nel settembre 2014.
Municipio (ex Casa del Fascio)Venne realizzata da un progetto dell'Ing. Natale Bizzozero (al quale è stata dedicata una sala interna) a partire dal 1932, fu ultimata due anni dopo e solennemente inaugurata il 31 ottobre 1936 da Benito Mussolini in occasione di una sua visita in città. La costruzione affaccia su viale Vittorio Veneto e il corpo centrale, dal quale svetta la torre Littoria, affaccia su Piazza XXVIII Ottobre (poi rinominata Piazza Impero e infine Piazza XXV Aprile), ai lati sono presenti due fabbricati gemelli adibiti a scuola: a sinistra la Scuola di Disegno Generoso Galimberti e a destra la Scuola di Avviamento Professionale Arnaldo Mussolini. Sul fronte verso la piazza erano riportate a grandi lettere le date 4 novembre 1918 e 28 ottobre 1922 per ricordare la fine del primo conflitto mondiale e la Marcia su Roma, sulla torre Littoria invece era presente un altorilievo con un grande fascio stilizzato e l'anno XII dell'era fascista. Nel pomeriggio del 25 aprile 1945 l'edificio, dove si erano barricate le forze nazifasciste locali, fu circondato dai partigiani: la situazione di stallo fu risolta grazie alla mediazione del parroco. Le truppe tedesche abbandonarono Seveso il giorno seguente, mentre le camicie nere furono in gran parte fucilate nelle settimane successive. Nel secondo dopoguerra vennero eliminati i simboli fascisti e la struttura venne adibita a sede comunale. All'interno dell'ufficio anagrafe, già ingresso principale, si trova sul pavimento un mosaico raffigurante un fascio littorio.
Palazzina FLA

### Aree naturali

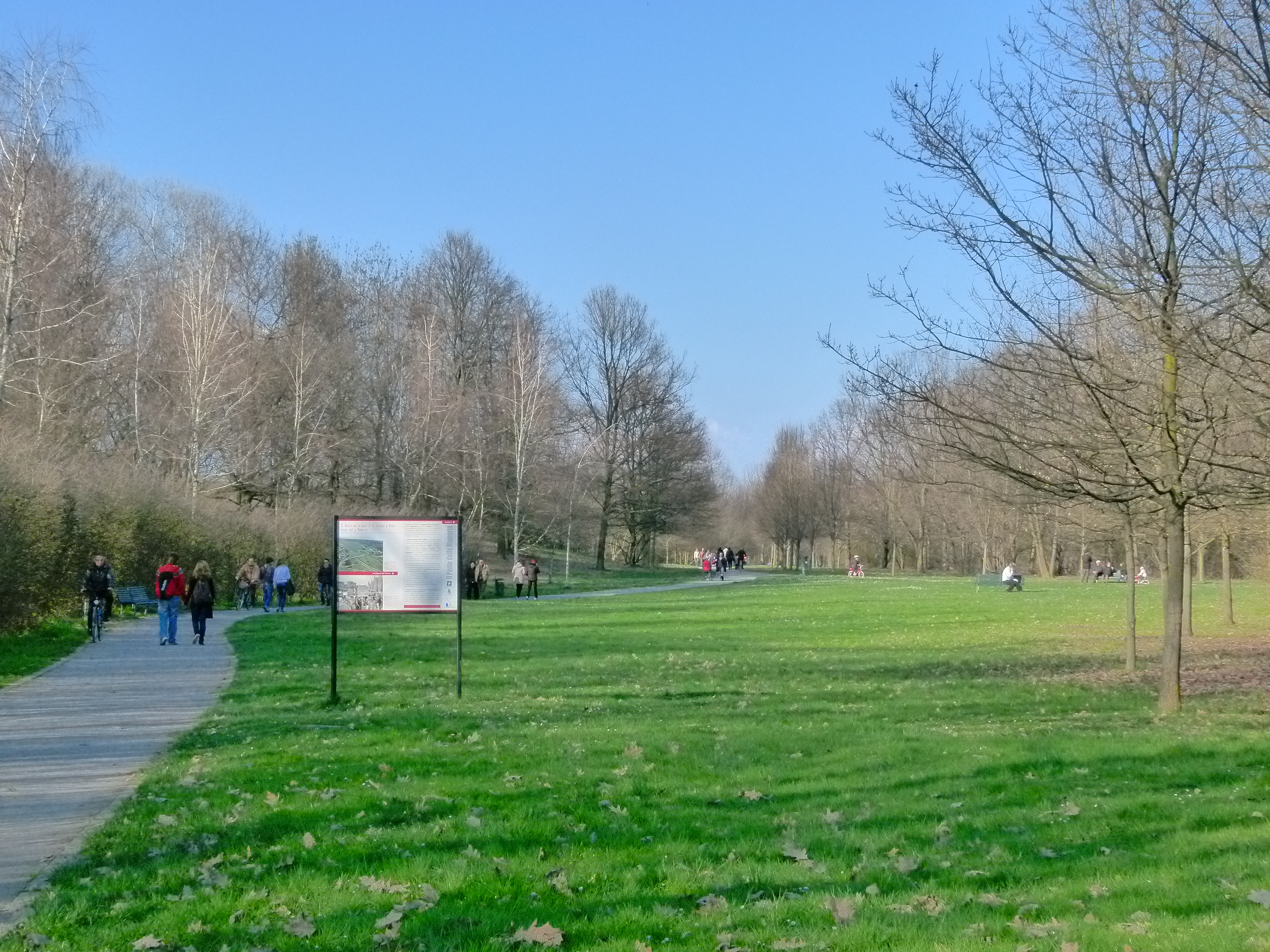
Il Bosco delle Querce

Parco naturale Bosco delle QuerceArea naturale nata nell'ex zona A dell'incidente dell'Icmesa del 1976, creata sopra le due enormi vasche di contenimento nelle quali sono stati riposti tutti i materiali contaminati, tra cui i resti degli edifici, gli oggetti personali, i resti degli oltre 80.000 animali morti o soppressi ed anche il terreno rimosso e le attrezzature utilizzate per la bonifica stessa. Al di sopra di queste due vasche il terreno è stato sostituito da terra proveniente da altre aree non inquinate della regione e, a partire dal 1986, il parco, che occupa una superficie di oltre 44 ettari ed è gestito dal Comune di Seveso, in collaborazione con quello di Meda. Il parco è aperto al pubblico dal 1996, e dall'ultima domenica di marzo all'ultima domenica di ottobre è aperto tutti i giorni, invece nel resto dell'anno solo il sabato e la domenica.
Parco delle GroaneParco regionale che si estende su una superficie di 3.400 ettari, le Groane occupano la parte più occidentale del comune di Seveso, nella località Altopiano.

### Altro
- Monumento ai Caduti:

Disegnato da Luigi Maderna per commemorare i caduti sevesini della prima guerra mondiale, il monumento ha una forma di obelisco. È formato da blocchi in granito rosa di Baveno con decorazioni in bronzo; originariamente era posizionato in viale Vittorio Veneto prima del ponte sul torrente Seveso. Venne inaugurato il 10 ottobre 1920 e trasferito nel 1928 davanti all'ingresso del "Campo delle Oche" (il vecchio cimitero comunale dismesso nel 1924 a seguito della costruzione della nuova struttura). La statua raffigurante la Madonna che regge un caduto è stata realizzata dal Professor Nardo Pajella e l'ultima riorganizzazione della piazzetta del monumento è stata progettata dall'architetto Roberto Pajella (figlio dell'artista).
- Oratorio Paolo VI

## Società

### Evoluzione demografica
Abitanti censiti

### Etnie e minoranze straniere
Secondo le statistiche ISTAT al 1º gennaio 2016 la popolazione straniera residente nel comune era di 1 738 persone, pari al 7% della popolazione. Le nazionalità maggiormente rappresentate in base alla loro percentuale sul totale della popolazione residente erano:
- Albania 366
- Pakistan 255
- Romania 253
- Marocco 144
- Ucraina 117
- Bangladesh 58
- Perù 56
- Cina 47
- Brasile 39
- Ecuador 37

## Cultura
La Biblioteca Civica "Villa del Sole" di Seveso fa parte del Sistema Bibliotecario "BrianzaBiblioteche". Di grande interesse culturale scientifico è l'Osservatorio Astronomico "Città di Seveso".

## Geografia antropica

### Località
Il comune di Seveso è suddiviso nelle seguenti cinque località, di cui tre ex frazioni o comuni indipendenti; ad oggi non sono presenti frazioni, come visibile sullo statuto del comune.
- Seveso Centro
- San Pietro Martire
- Baruccana
- Altopiano
- Meredo

## Economia
Come testimoniano le numerose cascine ancora presente sul territorio, l'economia di Seveso è storicamente legata all'agricoltura e all'allevamento oltre che alla lavorazione del legno. Nel 1884 viene attivato, in prossimità della stazione, lo stabilimento tessile Schwarzenbach.

### Artigianato
Nel settore dell'artigianato è ancora diffusa e rinomata l'antica lavorazione e realizzazione di mobili in stile.

## Infrastrutture e trasporti

### Ferrovie

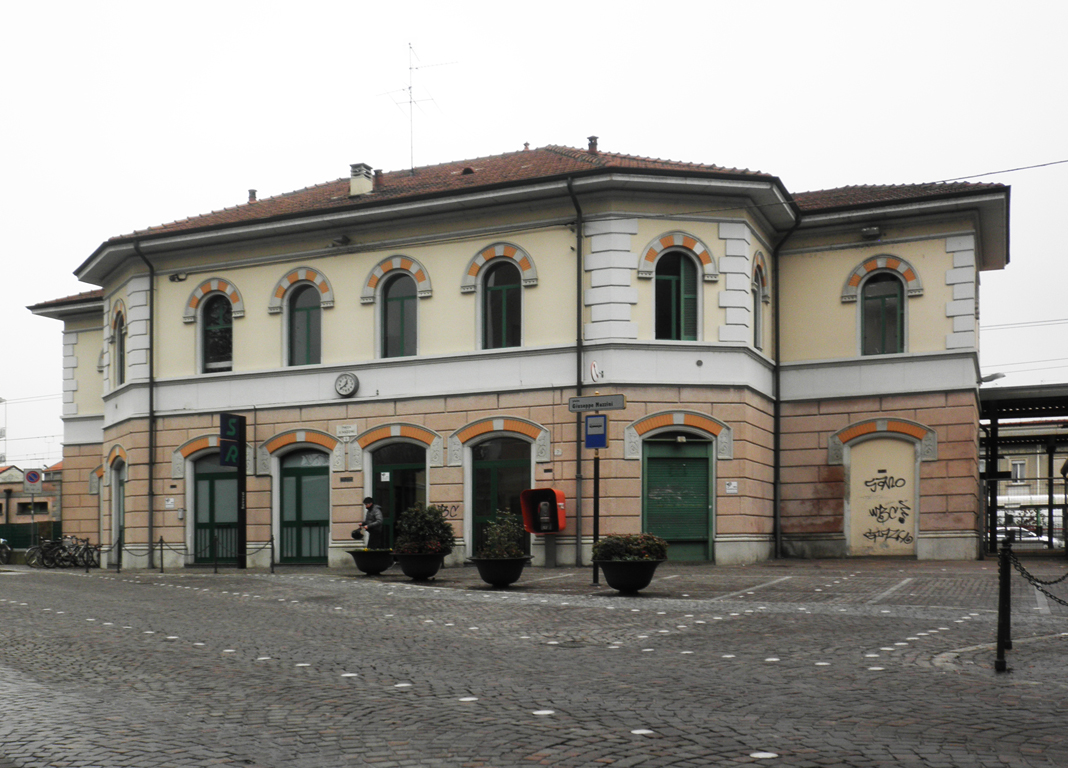
Fabbricato viaggiatori della stazione

Il comune è attraversato dalla linea ferroviaria Milano-Asso, gestita da FerrovieNord. La stazione di Seveso è servita dai treni delle linee S2 e S4 del servizio ferroviario suburbano di Milano e dei treni regionali Milano-Asso.
Nel febbraio 2006 è stato riattivato il servizio passeggeri anche lungo tratto ferroviario Seveso-Camnago-Lentate, fermo da diversi decenni.
La stazione di Seveso è situata nel centro della città ed è dotata di interscambio con il servizio autobus dell'azienda Air Pullman s.p.a.
Dal 9 dicembre 2012 è stata riattivato il servizio passeggeri sulla linea ferroviaria Saronno-Seregno (in precedenza usato perlopiù da treni merci), dotando il comune di una seconda stazione, presso la località di Baruccana in via Montecassino. È stato realizzato anche un sottopassaggio veicolare e ciclo-pedonale proprio in corrispondenza della nuova fermata, eliminando il preesistente passaggio a livello.

### Mobilità urbana
La autolinea Z115 Saronno - Seregno, gestita da Air Pullman s.p.a., passa per Baruccana, Seveso-Corso Isonzo, Seveso Comune-stazione, Seveso-Corso Garibaldi.

## Amministrazione
| Periodo | Periodo  | Primo cittadino    | Partito              | Carica                  | Note   |
| ------- | -------- | ------------------ | -------------------- | ----------------------- | ------ |
| 1961    | 1970     | Davide Meardi      | Democrazia Cristiana | Sindaco                 |        |
| 1970    | 1980     | Francesco Rocca    | Democrazia Cristiana | Sindaco                 |        |
| 1980    | 1985     | Giuseppe Cassina   | Democrazia Cristiana | Sindaco                 |        |
| 1985    | 1989     | Giancarlo Orsenigo | Democrazia Cristiana | Sindaco                 |        |
| 1989    | 1994     | Davide Meardi      | Democrazia Cristiana | Sindaco                 |        |
| 1994    | 1998     | Giordano Cassetta  | centrosinistra       | Sindaco                 |        |
| 1998    | 2008     | Clemente Galbiati  | centrodestra         | Sindaco                 |        |
| 2008    | 2012     | Massimo Donati     | centrodestra         | Sindaco                 |        |
| 2012    | 2013     | Adriana Sabato     |                      | commissario prefettizio |        |
| 2013    | 2018     | Paolo Butti        | centrosinistra       | Sindaco                 |        |
| 2018    | 2021     | Luca Allievi       | centrodestra         | Sindaco                 |        |
| 2021    | 2021     | Giorgio Zanzi      |                      | commissario prefettizio | [ 13 ] |
| 2021    | in corso | Alessia Borroni    | centrodestra         | Sindaco                 |        |

## Sport
La squadra di calcio locale è la Ba.Se. 96 Seveso: fondata nel 1996 mediante fusione dell'A.S. Seveso (primo club cittadino, attivo dal 1909) con il F.B.C. Baruccana, vanta quale maggior successo della propria storia la partecipazione alla Serie D 2007-2008. Suoi colori sociali sono il rosso e il verde; sede delle gare interne è lo stadio Enrico Colombo, capace di 1 200 spettatori.
Altra società cittadina di rilievo è l'A.S.D. Club Altopiano Baseball Softball (C.A.B.S.), attualmente militante nella Serie C di baseball.
Nel 1977, anno successivo a quello in cui avvenne il disastro di Seveso, il comune ospitò la partenza della settantunesima edizione del Giro di Lombardia di ciclismo.